# Paul Hellmuth
Paul Emil Friederich Hellmuth (1. november 1879 – juni 1919) var en dansk organist, komponist og korleder.
Han var elev af Thomas Laub, og var i en årrække dennes vikar som organist ved Holmens Kirke i København. Senere blev han organist ved Sankt Thomas Kirke på Frederiksberg. Hellmuth virkede også som kordirigent.
I forbindelse med Laubs og Carl Nielsens sangbogsudgiveler efter 1910, var Paul Hellmuth en af bidragyderne, både med egne melodier og med harmoniseringer af Carl Nielsens musik, f.eks. Min Jesus lad mit hjerte få, som Carl Nielsen senere også brugte i variationssatsen i sin blæserkvintet.
Komponisten og musikforskeren Knud Jeppesen var en overgang elev af Hellmuth.

## Musik
- Han Ole bor på heden (sang)
- Op, min lille Ole (sang)
- Se, det summer af sol over engen (sang)
- Nu skilles Skyer ad (sang)
- Sus, du Birk (sang)
- Stilhed (sang)
- Bovbjerg (kor)
- Sange i Wikisource